# Нечунаево (станция, Алтайский край)
Нечунаево — упразднённая станция в Шипуновском районе Алтайского края. На момент упразднения входила в состав Нечунаевского сельсовета. Исключена из учётных данных в 1986 году.

## География
Располагалась у одноименного остановочного пункта на линии Барнаул - Локоть Западно-Сибирской железной дороги, на расстоянии приблизительно 2 км (по-прямой) к северо-западу от села Нечунаево.
Климат характеризуется как континентальный. Средние показатели температуры воздуха в зимний период находятся в диапазоне между −15 и −10 °C, летом — в диапазоне между 15 и 20 °C. Количество осадков, выпадающих зимой, в среднем составляет 187 мм, летом — 273 мм.

## История
Возникла в 1957 году в связи со строительством железнодорожной станции.
Решением Алтайского КИКа от 29 апреля 1986 года № 160/1 населённый пункт, исключен из учётных данных.